# Étreval
Étreval település Franciaországban, Meurthe-et-Moselle megyében. Lakosainak száma 59 fő (2022. január 1.). Étreval Chaouilley, Ognéville, Thorey-Lyautey és Vroncourt községekkel határos.

## Népesség
A település népességének változása:
| Lakosok száma | 30   | 43   | 44   | 51   | 71   | 65   | 61   | 60   | 59   | 59   |
|               | 1968 | 1982 | 1990 | 2006 | 2013 | 2015 | 2017 | 2019 | 2020 | 2022 |